# Педру Піріш
Педру Верона Родрігіш Піріш (порт. Pedro Verona Rodrigues Pires; нар. 29 квітня 1934) — президент Кабо-Верде від 22 березня 2001 до 9 вересня 2011 року.

## Життєпис
Народився на острові Фогу. Навчався у Лісабоні, після чого вступив на службу до лав португальських повітряних сил. 1961 року повернувся на батьківщину де приєднався до ПАІГК.
Після здобуття незалежності від Португалії 5 липня 1975 року Педру Піріш став першим прем'єр-міністром за часів однопартійного врядування ПАІГК і президента Арістідеша Перейри.
2001 року здобув перемогу на виборах та став третім президентом Кабо-Верде. 2006 року був переобраний.